# Per Strand Hagenes
Per Strand Hagenes (ur. 10 lipca 2003 w Sandnes) – norweski kolarz szosowy.
Jako junior uprawiał również biegi narciarskie, startując między innymi w mistrzostwach Norwegii w tej kategorii wiekowej.

## Osiągnięcia
Opracowano na podstawie:

2020
- 1. miejsce w mistrzostwach Norwegii juniorów (jazda indywidualna na czas)
- 1. miejsce w mistrzostwach Norwegii juniorów (start wspólny)

2021
- 1. miejsce w mistrzostwach Norwegii juniorów (start wspólny)
- 2. miejsce w mistrzostwach Norwegii juniorów (jazda indywidualna na czas)
- 2. miejsce w Aubel-Thimister-Stavelot
  - 1. miejsce na etapie 2b
- 1. miejsce w One Belt One Road
  - 1. miejsce w prologu i na 2. etapie
- 1. miejsce w Wyścigu Pokoju Juniorów
  - 1. miejsce na 3. etapie
- 2. miejsce w mistrzostwach Europy juniorów (start wspólny)
- 1. miejsce w mistrzostwach świata juniorów (start wspólny)
- 3. miejsce w Paryż-Roubaix juniorów

2022
- 2. miejsce w Triptyque des Monts et Châteaux
  - 1. miejsce w klasyfikacji młodzieżowej
  - 1. miejsce w klasyfikacji punktowej
  - 1. miejsce na etapie 3b
- 3. miejsce w Giro del Belvedere
- 1. miejsce na 2. etapie Oberösterreichrundfahrt
- 1. miejsce w Paryż-Tours U23

2023
- 1. miejsce w Ronde van Drenthe
- 1. miejsce na 1. etapie Olympia’s Tour
- 1. miejsce na 5. etapie Quatre Jours de Dunkerque